# Rina Levinson

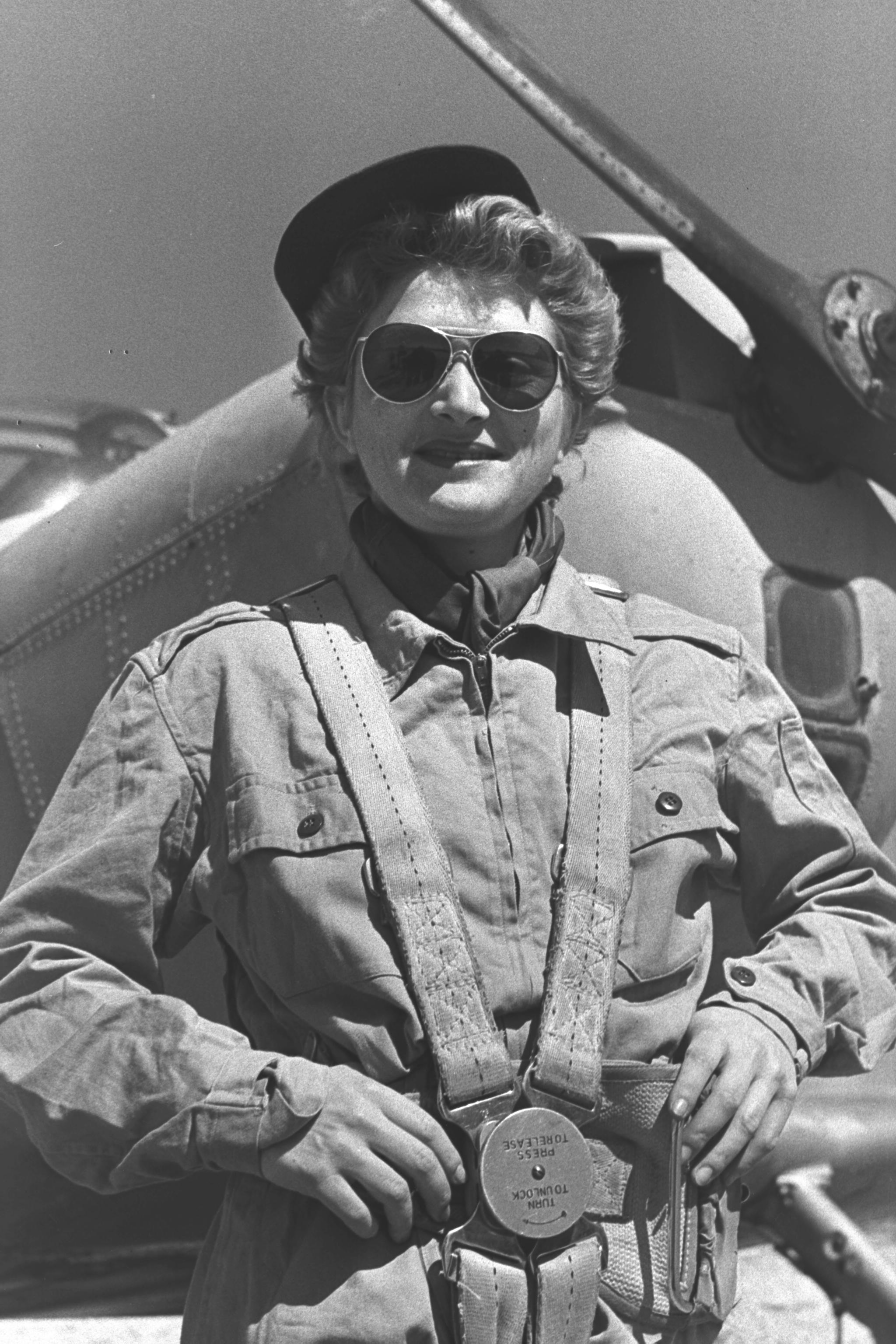
Rina Levinson (1955)

Rina Levinson-Adler (Hebreeuws: רינה לוינסון-אדלר) (Tel Aviv, 27 april 1927 - 11 april 2021) was een van de eerste drie vrouwelijke vliegers die toegelaten werd tot de vliegeropleiding van de Israëlische luchtmacht (IAF).
Vanaf haar 14e vloog ze op zweefvliegtuigen bij de club op de luchthaven van Tel Aviv.
Ze haalde haar civiele vliegbrevet in 1946 en studeerde luchtvaarttechniek in de Verenigde Staten. Terwijl ze in de VS studeerde haalde ze haar vlieglicentie voor tweemotorige vliegtuigen en volgde een cursus parachutespringen.
Toen ze in 1951 terugkeerde naar Israël werd ze samen met twee andere vrouwen; Ya'el Rom-Finkelstein en Ruth Bokbinder, toegelaten tot de vliegeropleiding van de Israëlische luchtmacht (IAF). Levinson voltooide de training niet, maar haar civiele brevetten werden erkend en ze werd ingedeeld als sergeant, later sergeant-majoor-vlieger diende bij 147 Squadron, een verkennings- en transportsquadron met lichte vliegtuigen zoals de Boeing-Stearman PT-13 'Kaydet'. De eenheid werd geleid door kapitein Meir Shefer en had 25 vliegtuigen maar slechts 12 piloten, allen reservisten en civiele piloten. Het squadron opereerde vanaf IAF vliegbasis bij Ekron. Tijdens de Suezcrisis in 1956, werd het overgeplaatst naar de basis bij Ramla.
Tijdens de Suezcrisis in 1956 vlogen Levinson en Ya'el Rom-Finkelstein bij operatie “קיטור” (Machbesh (=Stoomwals) ) 2 van de 16 C-47 Dakota's die de 395 parachutisten van het 890e Parachutistenbataljon van de 202e Parachutistenbrigade naar de Mitla-pas brachten, de eerste actie van de 2e Arabisch-Israëlische Oorlog. Later tijdens operatie “קדש” (Kadesh), de Israëlische operaties in de Sinaï tijdens de 2e Arabisch-Israëlische Oorlog, vloog ze Stearman Kaydets en was ze de vaste liaison piloot van de commandant van de Franse luchtmacht (Armée de l'Air).
In 1957 behaalde ze tegelijk met bekende Franse aviatrices Suzanne Jannin en Valerie André in Frankrijk haar D-brevet.
Nadat ze de IAF verlaten had, richtte Levinson begin jaren 60 Monavir Air Taxi & Charter Service op, een luchtvaartmaatschappij die opereerde met Cessna's vanaf het toen nog kleine vliegveld bij Jeruzalem.
Levinson vloog ook op zweefvliegtuigen en nam deel aan zweefvliegwedstrijden.
In 1964 ontving ze van de FAI het Paul Tissandier-diploma, dat wordt uitgereikt aan personen die de luchtvaart, met name de privé- en de sportluchtvaart, door hun werk, initiatief, toewijding of andere inspanningen bijzonder hebben gediend.
Levinson-Adler bleef tot 1998 werken als civiele vlieginstructeur.
Daarnaast was ze actief in de The Ninety-Nines, een internationale non-profitorganisatie voor vrouwen in de luchtvaart.

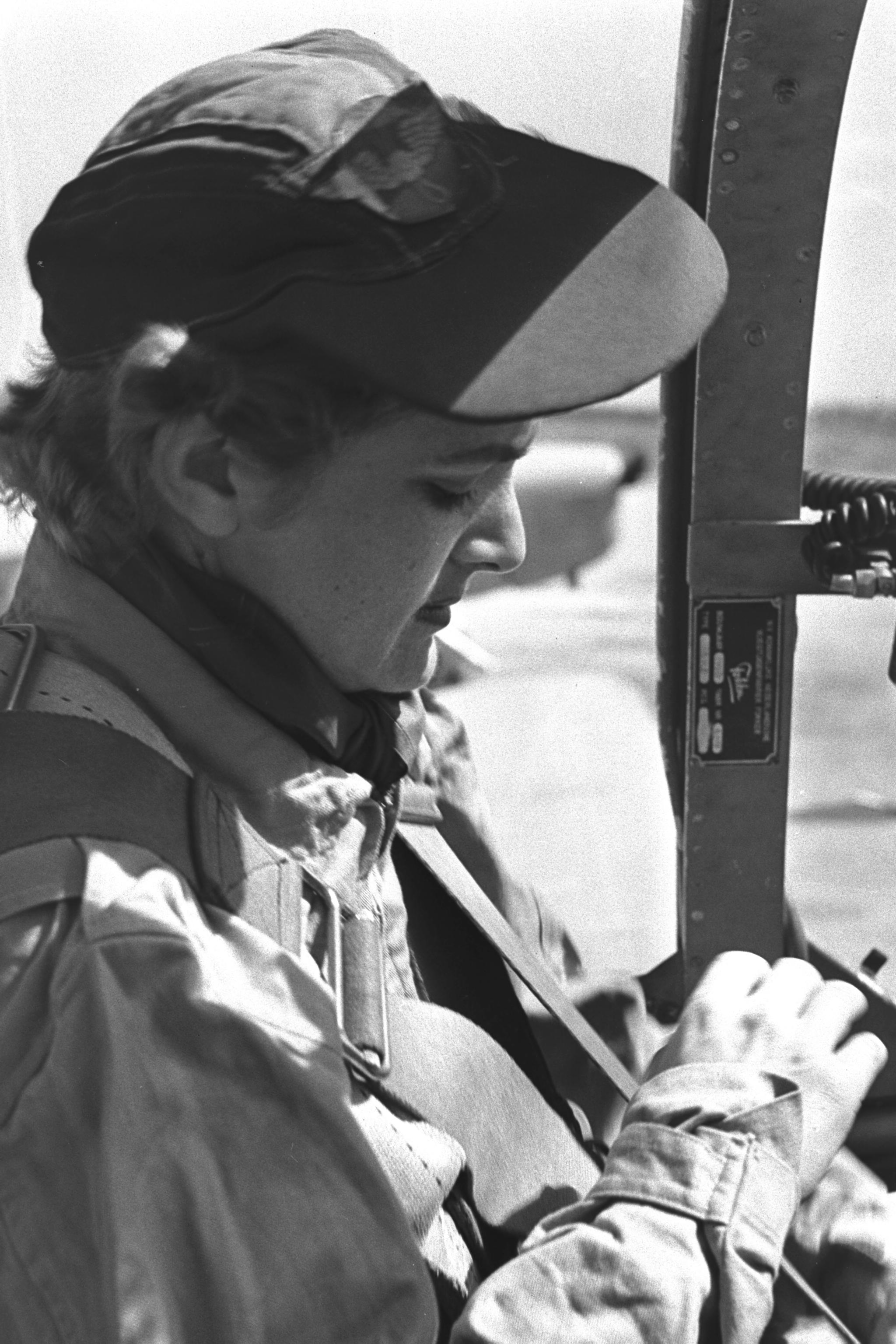
Rina Levinson, in de cockpit van een Fokker S.11 bezig met vluchtvoorbereidingen (1955)
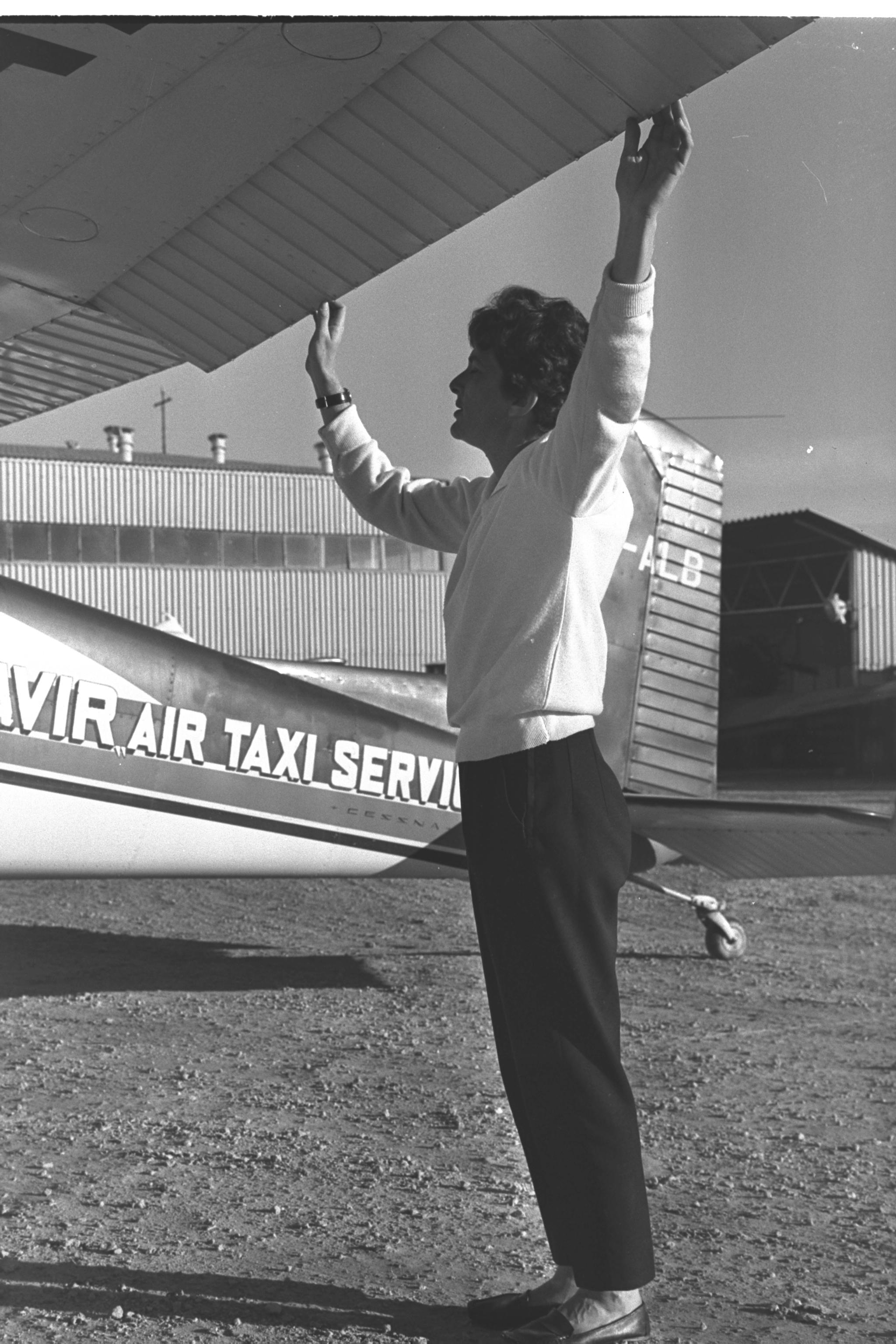
Rina Levinson checkt haar Cessna (1964)
Rina Levinson, een van de eerste Israëlische vrouwelijke piloten (1964)
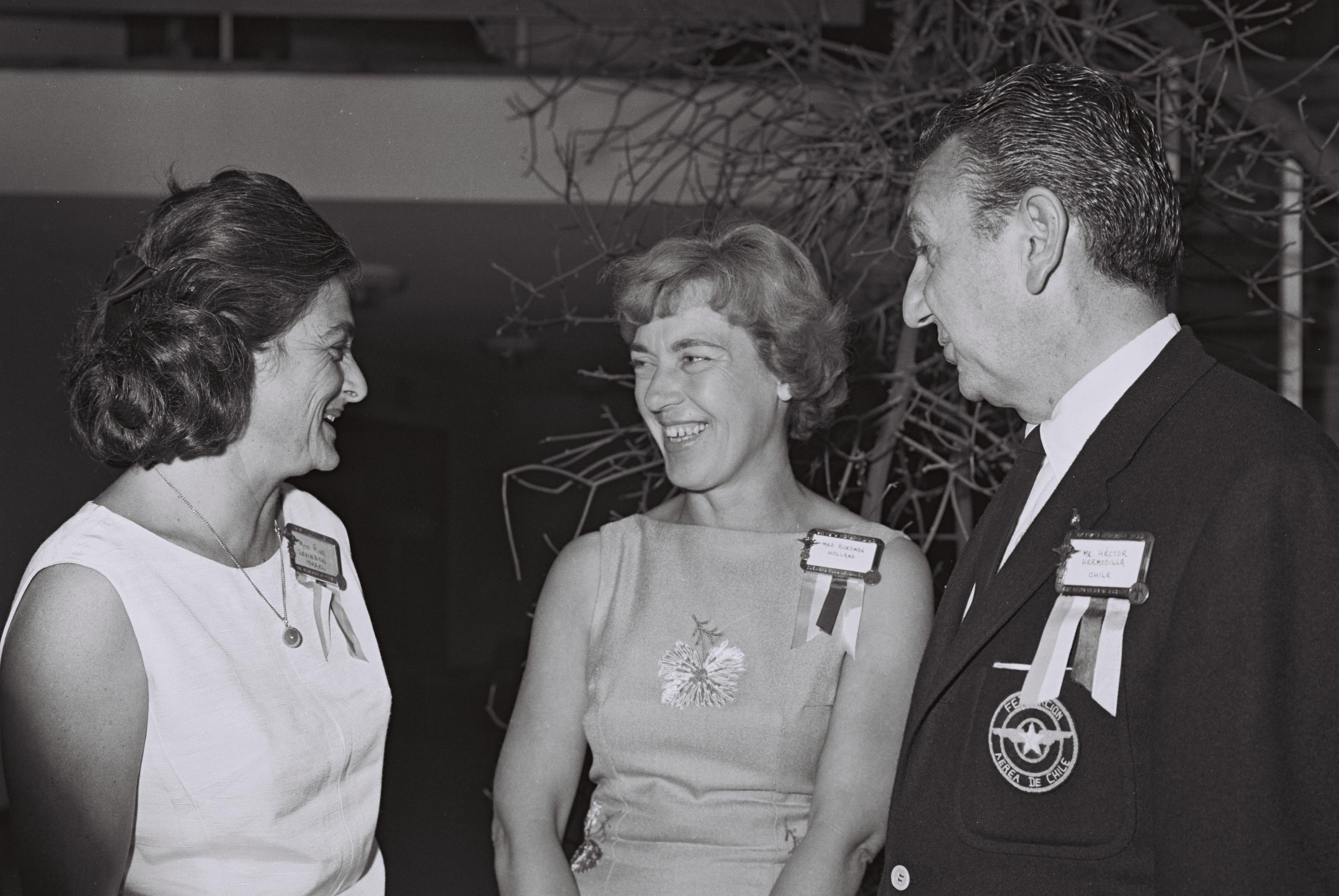
Rina Levinson (l) met de Nederlandse ballonvaarster Nini Boesman (m) en Chileens politicus Hector Harmosilla bij de 57e FAI conferentie in Rehovot (Israël in 1964
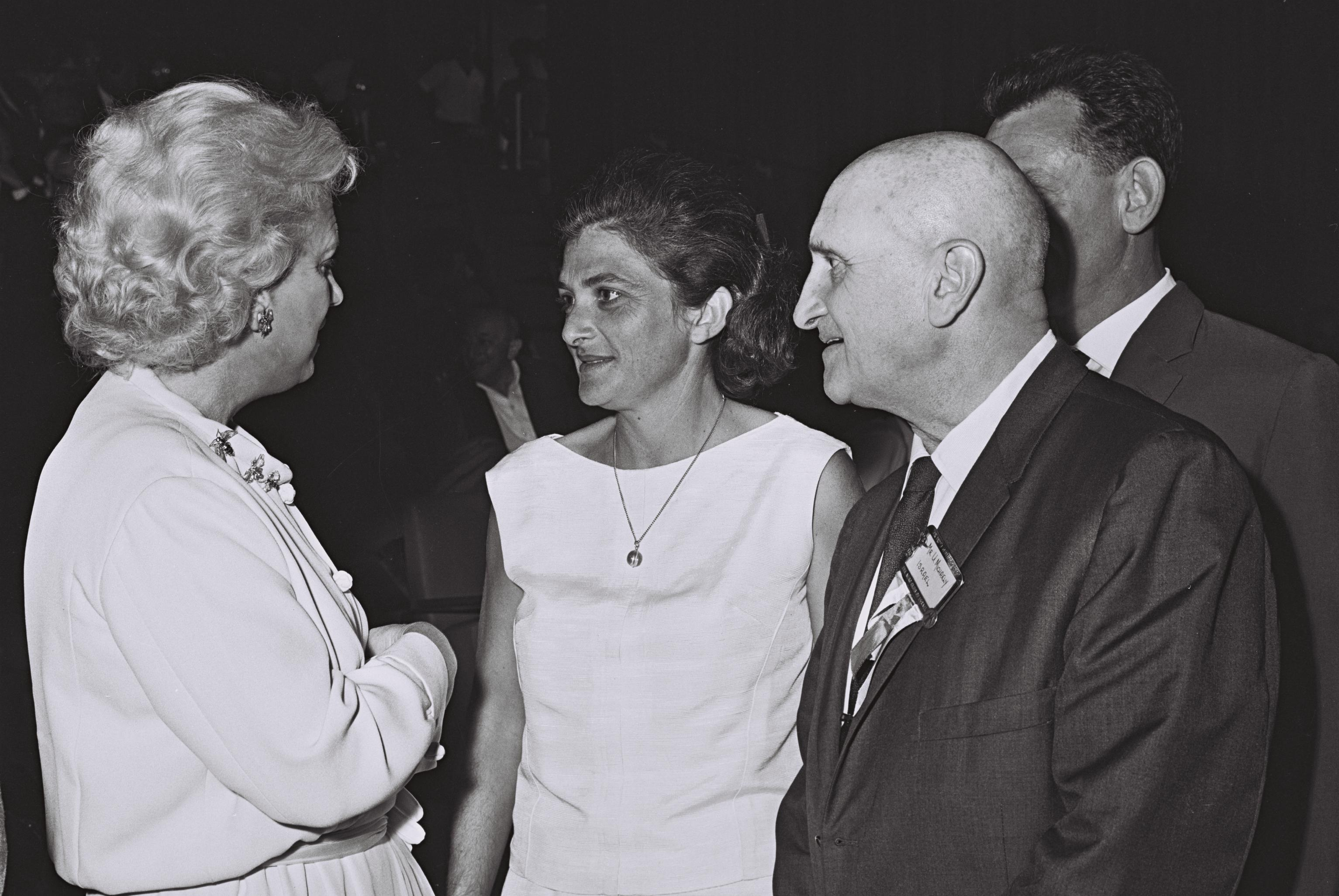
Rina Levinson (m) met Amerikaans aviatrice Jacqueline Cochran (l) en Uri Michaeli (hoofd van de afdeling Civiele Luchtvaart bij het Israëlische Ministerie van Transport) bij de 57e FAI conferentie in Rehovot (Israël) in 1964